# Strubnica
Strubnica (biał. Струбніца; ros. Струбница) – agromiasteczko na Białorusi, w obwodzie grodzieńskim, w rejonie mostowskim, w sielsowiecie Piaski, przy drodze republikańskiej P51.

## Historia
Według legend Strubnica została założona przez króla Zygmunta Augusta, który uganiał się za grubą zwierzyną w okolicznych lasach. Zmęczony długą gonitwą za zwierzem kazał „strąbić” pozostałych towarzyszy. Inna legenda wiąże jej powstanie z osobą królowej Bony, która, polując w tych lasach miała odłączyć się od swych towarzyszy. Zabłąkana w dziczy, miała uczynić ślub, że jeśli zostanie wybawiona z niebezpieczeństwa, to zbuduje w tym miejscu kościół. Grając na rogu myśliwskim udało jej się zwołać („strąbić”) do siebie dworzan. Od tego słowa, po białorusku „strubić”, miała pochodzić nazwa Strubnicy. Wbrew legendom pierwsza wzmianka o istnieniu Strubnicy jest jednak wcześniejsza, bo pochodzi z 1413 roku. 

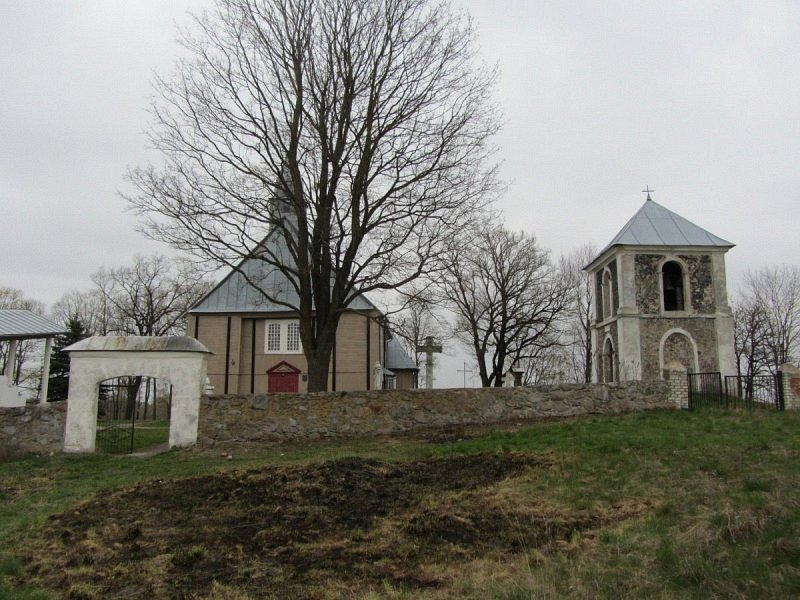
Kościół w Strubnicy (widok współczesny)

Miejscowość położona była w Wielkim Księstwie Litewskim, w księstwie grodzieńskim. Od 1413 r,. była częścią powiatu grodzieńskiego województwa trockiego, W okresie zaborów należała do imperium rosyjskiego. Położona była wówczas w powiecie wołkowyskim należącym początkowo do guberni słonimskiej (1796–1801) a następnie do guberni grodzieńskiej (1801–1915). W dwudziestoleciu międzywojennym wieś i majątek należały do Polski i położone były w województwie białostockim, w powiecie wołkowyskim, w gminie Piaski.

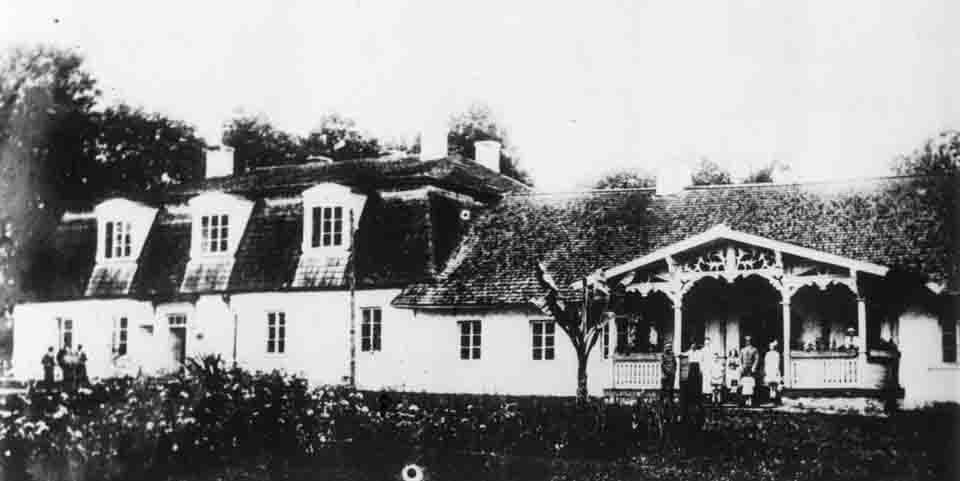
Dwór w Strubnicy (1918)

W miejscowości znajduje się rzymskokatolicka parafia Trójcy Przenajświętszej w Strubnicy. Pierwszy kościół w Strubnicy został postawiony przez królową Bonę w 1553 r. Nie konserwowany, uległ on zniszczeniu. Obecnie istniejący drewniany kościół pod wezwaniem św. Trójcy był ufundowany przez Jerzego Sienno-Siennieńskiego i wzniesiony przez księdza Franciszka Abramowicza w 1740 r. W 1790 został, dzięki nowemu właścicielowi marszałkowi Janowi Tadeuszowi Bispingowi, przyozdobiony polichromiami. W 1841 odnowiony dzięki staraniom Adama Bispinga i księdza Grzymały.
W 1890 r. parafia należąca do dekanatu wołkowyskiego liczyła 1612 wiernych. Pierwszym właścicielem Strubnicy był wymieniany w dokumencie z 1413 roku Michał Goliginowicz, protoplasta rodu Jundziłłów. Następnie stanowił własność Jagiellonów, m.in. królowej Bony i jej syna Zygmunta Augusta. W XVII wieku należała do wielu właścicieli wywodzących się z drobnej szlachty i bojarów. Pod koniec tego stulecia kontrolę nad nią przejęła rodzina Komajewskich herbu Trąby. Z ich rąk w pierwszej połowie XVIII wieku przeszła na rzecz Jerzego Sienno-Siennieńskiego, który sprzedał go marszałkowi starodubowskiemu Janowi Tadeuszowi Bispingowi, Od tej pory majątek był własnością rodziny Bispingów. Władali nim kolejno: Adam Bisping, Kamil Bisping, Jan Bisping, Józef Bisping. Ostatnim jego właścicielem był senator RP Kazimierz Bisping. W okresie międzywojennym miał on początkowo powierzchnię około 2000 ha, która do 1939 r., w drodze dobrowolnej parcelacji, zmniejszyła się do ok. 1500 ha. Do majątku należały wówczas folwarki: Strubnica, Dylewszczyzna, Konobaje, Lisowszczyzna, Pacewicze, Puszcza, Teresin i Wygoda w woj. białostockim.